# Eddy Voordeckers
Eddy Voordeckers (ur. 4 lutego 1960 w Geel) – belgijski piłkarz występujący na pozycji napastnika.

## Kariera klubowa
Voordeckers zawodową karierę rozpoczynał w 1976 roku w klubie KFC Diest. W 1979 roku odszedł do Standardu Liège. W 1980 roku wywalczył z nim wicemistrzostwo Belgii. W 1981 roku zdobył z klubem Puchar Belgii oraz Superpuchar Belgii. W 1982 roku wygrał z zespołem mistrzostwo Belgii. Wystąpił z nim także w finale Pucharu Zdobywców Pucharów, jednak Standard przegrał tam 1:2 z FC Barceloną.
W 1982 roku Voordeckers został graczem klubu Waterschei Thor Genk. W 1985 roku przeniósł się do francuskiego Stade Rennais. W 1987 roku powrócił do Belgii, gdzie kontynuował karierę w zespole KAA Gent. W 1989 roku awansował z nim do ekstraklasy. W 1990 roku odszedł do KVC Westerlo, w którego barwach w 1992 roku zakończył karierę.

## Kariera reprezentacyjna
W reprezentacji Belgii Voordeckers zadebiutował 20 września 1978 w zremisowanym 1:1 meczu eliminacji Mistrzostw Europy 1980 z Norwegią. W 1984 roku został powołany do kadry na Mistrzostwa Europy. Wystąpił na nich w jednym meczu swojej drużyny - z Danią (2:3). Tamten turniej Belgia zakończyła na fazie grupowej. W latach 1978–1985 w drużynie narodowej Voordeckers rozegrał w sumie 22 spotkania i zdobył 4 bramki.